# Семашко, Леокадия
Леокадия Семашко (род. 25 сентября 1941, Šventininkai, Тракайский район) — советская гребчиха, тренер.
Мастер спорта СССР (1963), Мастер спорта СССР международного класса (1965) и Заслуженный мастер спорта СССР (1967).
Первый тренер — Евгений Вайткявичюс. Шестикратная чемпионка Литвы по гребле в восьмёрке (1963, 1964, 1965, 1966, 1967, 1968). Трижды становилась чемпионом СССР в восьмёрке (1964, 1967, 1968), дважды завоёвывала серебро (1963, 1965) и один раз бронзу (1966).
В составе сборной СССР трижды побеждала на чемпионатах Европы в восьмёрке в 1963, 1965, 1967 годах и дважды становилась серебряной призёршей в 1964 и 1966 годах.
Окончила Вильнюсский университет (1971). С 1972 по 1990 год являлась тренером спортивного общества «Динамо» в Вильнюсе. После этого работала учителем физкультуры в средней школе имени Владислава Сирокомле в Вильнюсе (1990—1994).
Среди её воспитанников: А. Юкнявичюс (бронзовый призёр юношеского чемпионата СССР), А. Адуло, Д. Карлушите, З. Казлаускайте, О. Малюкова, А. Нагибина (чемпионы СССР среди школьников).

## Награды и звания
- Благодарность премьер-министра Литвы за заслуги перед спортом (2001)[1]
- Медаль Вильнюсского городского самоуправления (3-й степени — 2001, 2-й степени — 2005)[1]
- Спортивный крест почета кафедры физической культуры и спорта (2011)[1]